# بخش لوداب
بخش لوداب یکی از بخش‌های شهرستان بویراحمد در استان کهگیلویه و بویراحمد ایران است.
در تصویب‌نامه‌ای که در تاریخ ۱۳۷۴٫۷٫۱۲ به تأیید ریاست جمهوری وقت رسید بخش لوداب به مرکزیت روستای گراب سفلی (که بعداً شهر شد) از ترکیب دهستان‌های لوداب و چین در تابعیت شهرستان بویراحمد ایجاد و تأسیس شد. درگذشته نام این منطقه به دلیل عبوررودخانه در آن لب آب بوده که بتدریج به لوداب تغیریافته‌است. ساختارجمعیتی آن طایفه ای وطوایف مختلفی ازقبیل تامرادی ، بادلانی، وکائد، سرکوهکی ،ساطحی، و سادات امام زاده علی در آن ساکنند. نام باستانی لوداب منطقه بویر بوده‌است که طوایف قدیمی آن بنا بر سیاست کوچ اجباری در سال ۱۰۰۴ مجبور به کوچ اجباری شدند.

## تقسیمات کشوری
- بخش لوداب
  - دهستان لوداب
  - دهستان چین

شهر: گراب سفلی

## جمعیت
بنابر سرشماری مرکز آمار ایران، جمعیت بخش لوداب شهرستان بویر احمد در سال ۱۳۸۵ برابر با ۱۴۸۱۸ نفر بوده‌است.